# Elizabeth Rosner
Elizabeth J. Rosner auch Elisabeth J. Rosner (* 31. Dezember 1959 in Schenectady, New York) ist eine US-amerikanische Schriftstellerin.

## Leben
Elizabeth Rosner ist die Tochter des jüdischen Buchenwald-Häftlings Carl H. Rosner aus Hamburg und der Frieda Z. Rosner, einer polnischen Überlebenden des Holocaust, die beide nach ihrer Befreiung in die USA ausgewandert waren. Aufgewachsen in Schenectady studierte sie an der Stanford University, an der University of California, Irvine, wo sie mit einem M.A. abschloss, und an der University of Queensland in Australien. Danach arbeitete sie als Lehrerin.
Rosner hat bereits in ihrer Magisterarbeit 1984 das Thema des Umgangs mit der Vergangenheit für den Teil ihrer Generation aufgenommen, der die Traumatisierung der Eltern durch den Holocaust in der Familiengeschichte verarbeiten muss.
Rosner hat Essays im Magazin der New York Times, in der Elle und im Forward veröffentlicht, und Beiträge von ihr wurden in Anthologien aufgenommen.

## Auszeichnungen
- Prix France Bleu Gironde 2004, Regionalsender von Radio France
- Finalistin beim Prix Femina 2003

## Werke
- Secrets in the family. Thesis (M.F.A., English). University of California, Irvine, 1984.
- Gravity. Small Poetry Press, Concord (CA) 1998.
- The Speed of Light. Ballantine Books, 2001.
  - Die Geschwindigkeit des Lichts. Roman. Dt. von Eva L. Wahser. Knaus, München 2003, ISBN 3-8135-0211-2.
- Blue nude: a novel. Ballantine Books, New York 2006.
  - Der Blaue Akt, Dt. von Brunhild Fölsch und Walter Grünzweig, Hentrich & Hentrich Verlag, Berlin/Leipzig 2020, ISBN 978-3-95565-381-1.